# Platyptilia washburnensis
Platyptilia washburnensis is een vlinder uit de familie van de vedermotten (Pterophoridae). De wetenschappelijke naam van de soort is voor het eerst geldig gepubliceerd door McDunnough.